# Potuły (Grande-Pologne)
Pour les articles homonymes, voir Potuły.
Potuły (prononciation : [pɔˈtuwɨ]) est un village polonais de la gmina de Wągrowiec dans le powiat de Wągrowiec de la voïvodie de Grande-Pologne dans le centre-ouest de la Pologne.
Le village possédait une population de 35 habitants en 2013.

## Histoire
De 1975 à 1998, le village faisait partie du territoire de la voïvodie de Piła.

Depuis 1999, Potuły est situé dans la voïvodie de Grande-Pologne.